# Vanda coerulescens
Vanda coerulescens Griff., 1851 è una pianta della famiglia delle Orchidacee originaria dell'Asia Sud-Orientale.

## Descrizione
È un'orchidea epifita di piccola taglia, a crescita monopodiale, con sottili steli che portano foglie parallelinervie con nervature profonde nella pagina superiore e carenate, bilobate all'apice. La fioritura avviene a fine [inverno], primavera con un racemo ascellare, eretto, alto fino a 60 cm e ricadente, portante molti fiori (almeno 15) di lunga durata, gradevolmente profumati di uva e grandi circa 3 cm.

## Distribuzione e habitat
La specie è diffusa in India (Assam), nella regione Himalayana, in Bangladesh, Cina meridionale (Yunnan), Myanmar, Cambogia, Thailandia e Vietnam.
Cresce da 300 a 1200 metri di altitudine.

## Specie simili
Vanda coerulea Griff. ex Lindl., 1847 è molto simile alla specie in esame. Si differenzia sostanzialmente per le dimensioni maggiori.

## Coltivazione
Questa pianta, come tutte le orchidee del genere Vanda è meglio coltivata in canestri di legno sospesi. Richiede posizione a mezz'ombra umidità elevata e temperature calde.